# Martwica serowata
Martwica serowata (łac. necrosis caseosa, inaczej serowacenie łac. caseificatio) – jest to charakterystyczny typ martwicy występującej w gruźlicy. Spotykana także w kile, niektórych nowotworach. Martwica serowata ma obraz białych, kruchych mas podobnych do sera. Histologicznie martwa tkanka jest całkowicie amorficzna, homogenna, kwasochłonna.
W gruźlicy tej martwicy towarzyszy specjalna ziarnina.
W kile masy martwicze nie są takie kruche, ale „gumiaste”, ponieważ w kilaku nie do końca strawione są włókna elastyczne naczyń.